# 板倉勝里
板倉 勝里（いたくら かつさと）は、江戸時代中期の大名。陸奥国福島藩主。官位は従五位下・甲斐守。重昌流板倉家第6代。

## 生涯
河内国丹南藩主高木正陳の次男として誕生した。祖母が板倉重矩の娘であった縁で、福島藩主板倉重泰の養子となった。

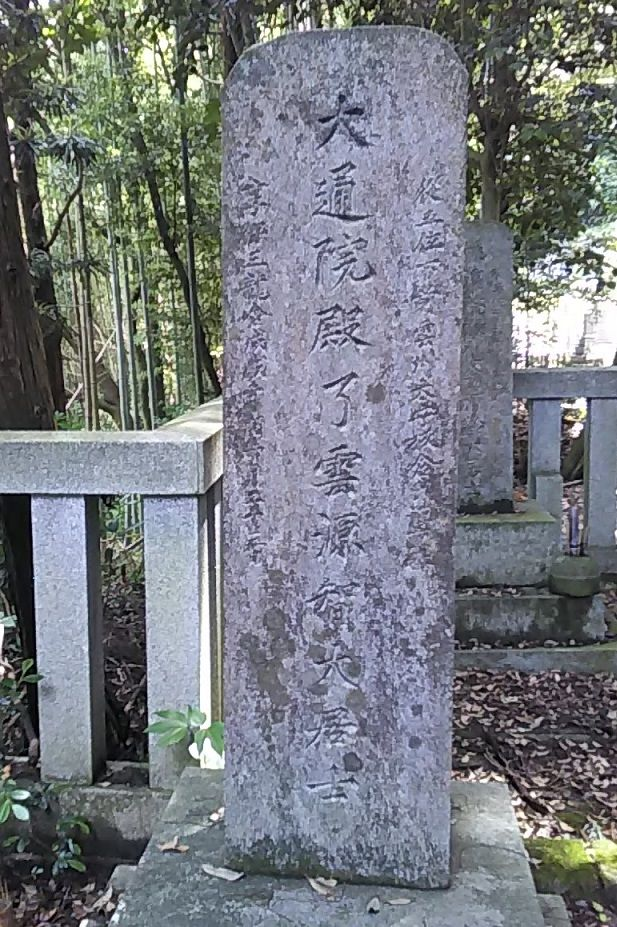
板倉勝里の墓(西尾市長圓寺)

享保3年（1718年）、家督を相続する。享保11年（1726年）から寛保元年（1741年）まで5回にわたり大坂加番を勤める。寛保3年（1743年）に死去し、跡を長男の勝承が継いだ。

## 系譜
父母
- 高木正陳（実父）
- 本多正永の娘（実母）
- 板倉重泰（養父）

正室
- 辰 - 相馬昌胤の娘

子女
- 板倉勝承（長男） 生母は辰
- 板倉勝任（次男） 生母は辰
- 渡辺寛綱（三男）
- 板倉勝延正室